# أفعى الحفر
أَفْعَى الحُفَر أو أفاعي الحُفَر (بالإغريقية: κρόταλον)‏ krotalon (الاسم العلمي Crotalinae)، فُصيلة من الحرشفيات تنتمي إلى فصيلة الأفعويات، وهي من الأفاعي السامة الموجودة في أوراسيا والأمريكتين. الأجناس والأنواع المعروفة منها في الوقت الحالي هو 18 جنسًا و151 نوعًا. سبعة أجناس و54 نوعًا يوجد في العالم القديم، بالمقابل يحوي العالم الجديد تنوعًا أكثر من أفاعي الحفر حيث يضم إحدى عشر جنسًا و97 نوعًا.